# Magie albă
În mitologie, magia binefăcătoare este o magie care este folosită pentru a salva ceva sau pe cineva iar în literatură apare ca fiind folosită de către personajele pozitive.